# Kurt Bornitz
Kurt Bornitz (ur. 8 lutego 1899 w Kölleda; zm. w styczniu 1945) – niemiecki luterański pastor, przeciwnik i ofiara nazizmu.

## Życiorys
Pochodził z pruskiej rodziny urzędniczej. Jako nastolatek działał w „Wolnej Młodzieży Niemieckiej”. Od 1919 studiował teologię protestancką w Jenie i Rostocku i został ordynowany. Od 1929 był pastorem kościoła św. Pawła we Wrocławiu. W czasie II wojny światowej pełnił również posługę zastępczą w parafii w Miliczu.
Był działaczem Kościoła Wyznającego i publicznie wyrażał swój sprzeciw wobec nazistowskiego państwa, co spowodowało liczne doniesienia przeciwko niemu do Gestapo. Z tego powodu NSDAP nakazała wcielenie go do Wehrmachtu (chociaż duchowni byli zwolnieni ze służby w wojsku), aby dać jego stanowisko innej, lojalnej osobie. Jednak nawet podczas urlopu z frontu wygłaszał kazania przeciwko władzy, a wobec esesmanów protestował przeciwko okrucieństwom w obozach koncentracyjnych. Na początku 1945, gdy wrócił do Niemiec z kampanii na Bałkanach, został rozstrzelany z rozkazu Gestapo przez dwóch młodych esesmanów. Informację o tym przekazał żonie pastora ksiądz katolicki, który dowiedział się o tym od anonimowego esesmana podczas spowiedzi.